# Kleine Eiswerderbrücke
Die Kleine Eiswerderbrücke ist eine stählerne Fachwerkbrücke ohne oberen Querverband in den Berliner Ortsteilen Hakenfelde und Haselhorst im Bezirk Spandau über einen Nebenarm der Havel-Oder-Wasserstraße östlich der Havelinsel Eiswerder. Sie steht unter Denkmalschutz und wurde in die Liste der Kulturdenkmale in Berlin-Spandau eingetragen.

## Geschichte
Die 55 m lange Kleine Eiswerderbrücke wurde 1892 errichtet. Sie verband von östlicher Seite die Rüstungsanlagen auf der Insel mit dem preußischen Eisenbahnnetz. Seit dem 19. Jahrhundert befanden sich auf Eiswerder eine Pulverfabrik, eine Geschützgießerei, eine Artilleriewerkstatt, eine Patronenfabrik und eine Munitionsfabrik. Der bei einer möglichen Explosion entstehende Schaden wurde auf einer isolierten Insel als geringer eingeschätzt. Wegen der Explosionsgefahr fuhren in den Fabriken nur Dampfspeicherlokomotiven. Nach dem Zweiten Weltkrieg wurde die Brücke auch für den Straßenverkehr freigegeben.
Auch auf dem Wasserweg war die Insel gut zu erreichen und die Rohmaterialien konnten kostengünstig dorthin transportiert werden, wie auch die mitunter schweren Fertigprodukte abtransportiert werden.
Eiswerder liegt in der Havel, nördlich der Spandauer Zitadelle. Die Insel ist heute insgesamt durch zwei Straßenbrücken, eine mit dem Ostufer und eine mit dem Westufer verbunden. Die Große Eiswerderbrücke wurde 1903 eröffnet. Sie ermöglichte von westlicher Seite den Zugang zur Insel. Von dieser Seite konnten davor die damaligen Rüstungsarbeiter des Königlich-Preussische-Feuerwerkslaboratorium der Garnison Spandau nur mit einer Fähre die Insel erreichen.

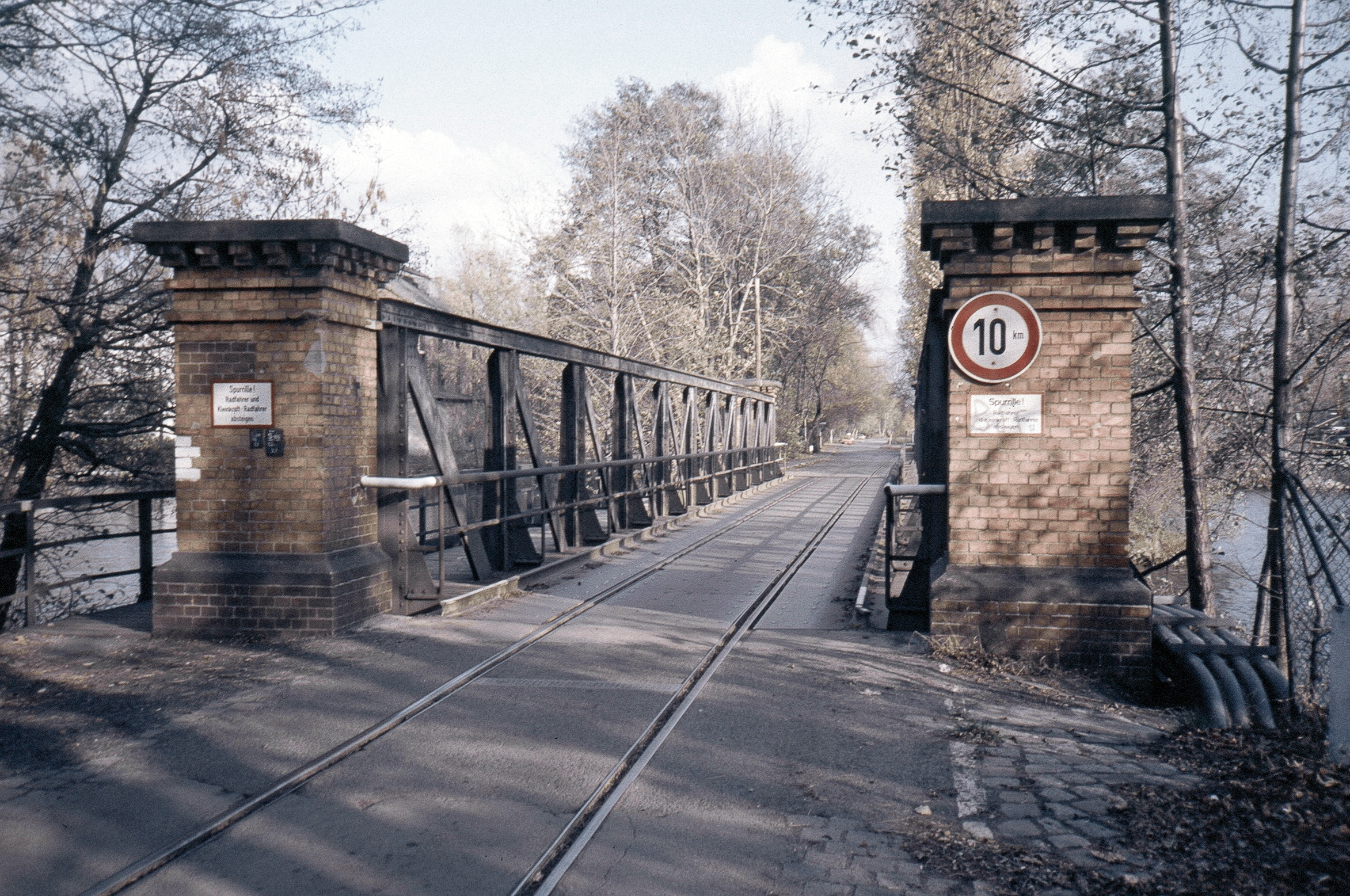
Kleine Eiswerderbrücke mit Eisenbahngleis, Blickrichtung Festland, 1986